# Quique Dapiaggi
Enrique "Quique" Dapiaggi (La Banda, 29 de septiembre de 1939-Miami, 21 de agosto de 2020) fue un animador, locutor profesional, productor, empresario y conductor argentino.

## Carrera
Dapiaggi perteneció a la "camada" de grandes animadores televisivos de 1960 como Roberto Galán, Silvio Soldán, Jorge Rossi, Víctor Sueiro, Daniel Mendoza, Leonardo Simons, entre muchos otros.
Se inició en los medios de comunicación argentina a mediados de 1960. Se lució notablemente como animador de un suceso televisivo que duró cinco temporadas: entre 1980 y 1984 con el ciclo De lo nuestro con humor (también llamado La chispa de mi gente, logrando altas marcas de índice de audiencia. También registró lo que podría ser un récord: la conducción de 34 horas consecutivas de televisión, en lo que fue la inauguración de la señal en color del Canal 7 de su provincia natal. Paralelamente a ese programa condujo otro de interés cultural llamado Son...Risas Once donde  debutaron humoristas como Jorge Corona y Miguel Ángel Cherutti. En 1989 conduce un ciclo de cuentos, humor y folclore llamado Historias de no sé dónde. También acompañó a Silvio Soldán en el recordado Feliz domingo. En sus programas Dapiaggi impuso en aquel momento una fórmula muy sencilla que funcionó con mucha eficacia, la de convocar a un grupo estable de humoristas provincianos radicados en la Capital Federal y matizar sus intervenciones con temas musicales de la música nativa más comercial y la presencia decorativa de bellas modelos.
En la cancha de San Lorenzo (el viejo gasómetro) organizó el Primer Festival de la Chacarera y el Chamamé con un éxito rotundo.
Poco antes de la crisis de 2001 decidió mudarse con su familia a los Estados Unidos para seguir cerca de su hijo Gustavo, quien había conseguido una beca para estudiar en Estados Unidos. Ya instalado en Miami, se volcó a la representación de artistas y a la producción de envíos para la tevé latina. Luego llegaron sus programas como Humorata latina y Planetango en Miami. Además, con su esposa -Olga- abrió un puesto de artesanías.

## Fallecimiento
En junio de 2020 había sido internado para afrontar un tratamiento contra un cáncer múltiple, le encontraron un cáncer en la zona de la espalda, pelvis y parte de la pierna. Falleció el 21 de agosto de ese año a las 0:29 de la mañana en el Memoria Regional Hospital de Florida a los 80 años.

## Televisión
- 2003: Planetango en Miami.
- 2002: Humorata latina
- 1997: Cuento contigo.
- 1989: Historias de no sé dónde.
- 1988:  Cantos y cuentos Microprogramas
- 1988: Canto celeste y blanco.
- 1987: De mi pago con humor.
- 1987/1988: Feliz domingo
- 1983/1984: La chispa de mi gente
- 1980/1982: De lo nuestro con humor
- 1982/1983: Son...Risas Once.
- 1979: Canto Celeste y Blanco
- 1977: Tiempo hogareño